# Алики (Тасос)
Алики (грч. Αλυκή) је туристичко насеље на југу острава Тасос, у Грчкој. Алики је назив за насеље, плажу и полуострво. Према попису имало је 2001. године 19 становника а 2021. године 13 становника. Одликује га полуострво и две прелепе плаже-увале.
Насеље се налази 24 километара јужније од Потоса. Место има богату историју јер се у њему копао мермер још у време Римског царства (7. век пре нове ере).

## Галерија
- Плажа
- Полуострво